# Gelster

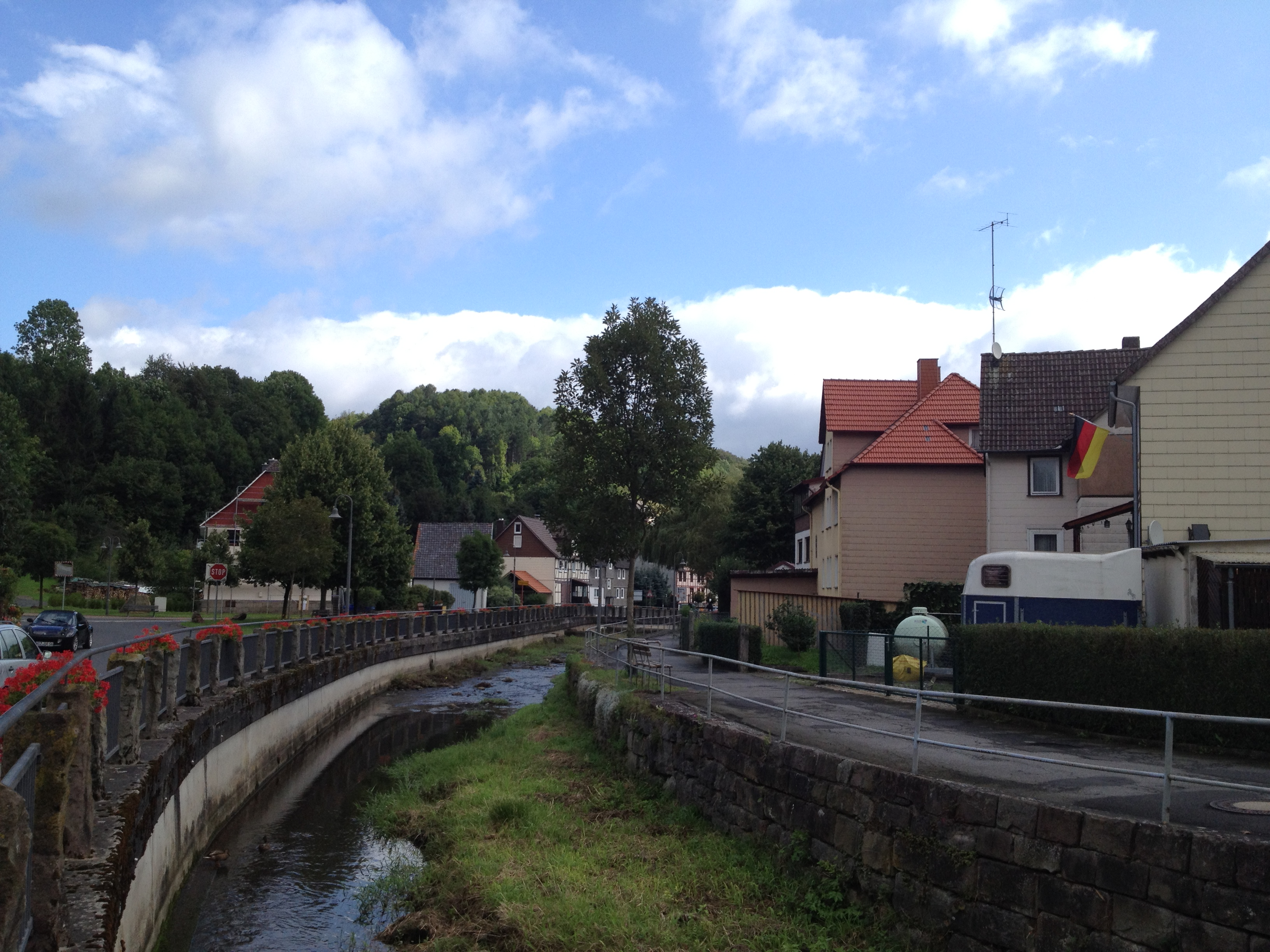
Die Gelster in Trubenhausen

Die Gelster ist ein 17,5 km langer, linker bzw. südwestlicher Nebenfluss der Werra im Werra-Meißner-Kreis im Nordosten von Hessen, Deutschland.

## Verlauf
Die Gelster, die zu den größten Zuflüssen der Werra auf hessischem Gebiet gehört, entspringt am Nordhang des Hirschbergs, der sich südwestlich von Großalmerode (643,4 m ü. NHN) als höchster Berg des Kaufunger Walds erhebt. Die Quelle befindet sich auf einer sumpfigen Hochfläche am etwa 470 bis 480 m hohen Pfaffenberg, einem Nordausläufer des Hirschbergs nahe der Bundesstraße 451 auf etwa 455 m.
Der im Oberlauf auch Schwarze Gelster genannte Fluss verläuft anfangs wenige hundert Meter nach Nordosten und danach ostwärts entlang der B 451, teils verrohrt und unterirdisch, durch Großalmerode. Nach 6,2 km Fließstrecke mündet etwas südlich vom Ortsteil Trubenhausen, der in einem Tal zwischen Kaufunger Wald im Nordwesten und Hohem Meißner im Südosten liegt, der von Süden kommende Laudenbach ein, der auch Weiße Gelster genannt wird und den längsten Gelsterzufluss darstellt.
Nach der Einmündung des Laudenbachs fließt die Gelster, weiterhin entlang der B 451, nach Norden durch Trubenhausen und Hundelshausen nach Witzenhausen, wo sie auf etwa 134 m Höhe an der Gelsterspitze in die Werra mündet.

## Namensursprung
Der „Vorname“ der Schwarzen Gelster entstand vermutlich um die Mitte des 16. Jahrhunderts, als der Bergbau am Hirschberg vorangetrieben wurde, weil sich ihr Wasser unter anderen durch die Reinigung von Maschinen und Gerätschaften der Zeche/n schwarz färbte, da dabei braunschwarzer Kohlenstaub in den Fluss gespült wurde.
Der Name Gelster leitet sich vom mittelhochdeutschen Wort gelster für 'laut, rauschend' ab.

## Einzugsgebiet und Zuflüsse
Das Einzugsgebiet der Gelster, das 60,642 km² Fläche aufweist, ist birnenförmig. Es erstreckt sich zwischen etwa 134 m an der Gelstermündung und 753,6 m Höhe am Hohen Meißner.
Die Gelster wird von mindestens 16 Bächen gespeist, die aus den Hochlagen von Kaufunger Wald und Hohem Meißner kommen. Davon ist der Laudenbach (Weiße Gelster) der längste.
Die größeren Zuflüsse der Gelster sind flussabwärts betrachtet mit orographischer Zuordnung (l = linksseitig, r = rechtsseitig), Gewässerlänge, Einzugsgebiet, Quellgebiet und Mündungsort mit Gelsterflusskilometer:
- Fahrenbach I (l; 2,5 km, 4,2 km²), am Steinberg; unterhalb Großalmerode (km 13,8)
- Laudenbach (Weiße Gelster) (r; 5,4 km, 16,0 km²), am Meinetsberg; zwischen Großalmerode und Trubenhausen (km 11,75)
- Weissenbach (r; 1,4 km, 2,35 km²), an der Hässelkuppe; nach Trubenhausen (km 10,1)
- Fahrenbach II (l; 4,5 km, 3,9 km²), am Langenberg; in Witzenhausen-Carmshausen (km 5)
- Dohrenbach (l; 3,2 km, 3,7 km²), an der Kleinen Kappe; unterhalb von Carmshausen (km 4,1)

## Landschaftsschutz
Zwischen Laudenbach und Witzenhausen wurde das Tal der Gelster außerhalb der Ortschaften und bebauten Ortsteile im Jahr 1960 zum Landschaftsschutzgebiet „Gelstertal“  mit einer Fläche von insgesamt 2,19 km² gewidmet.

## Tourismus
Die Gelster verläuft gänzlich im Geo-Naturpark Frau-Holle-Land.